# てれび戦士
てれび戦士（てれびせんし）は、NHK教育テレビジョン→NHK Eテレで放送されている『天才てれびくんシリーズ』に登場するメインキャラクター、音楽ユニット。

## 概要
芸能事務所・劇団所属者、芸能スクールに通学する小学2年生から中学2年生までの子役タレントで構成されている。「戦士」という呼び名は「自ら体験してぶつかりながら考えていく子ら」という意味が込められている。
メンバーは戦士、天てれ戦士、てれ戦と称され、『天才てれびくんシリーズ』を「第二の学校」と称して、俳優、モデル、学業等との両立として活動を行っている。
メンバーは収録が週末に集中していることや出演交渉の管理などの面からタレント事務所、劇団、モデル事務所に所属する人物からオーディションで選出されており、一般からのオーディション応募は受けつけていない。
てれび戦士には初期の番組設定から「容姿や出身による差別がなくなった、21世紀の子どもたち」というコンセプトがあり、国際的出自（ハーフ、帰国子女、日本在住の外国人）のメンバーを積極的に選任している。また、メガネ着用のメンバーも選任している。
てれび戦士新メンバーは新年度最初の放送まで毎年非公表だが、2001年度開始前週、2003年度（声のみ）、2007年度、2009年度 - 2010年度（顔のみ）、2020年度（顔のみ）、2025年度開始前週（学年・名前・顔・声・メッセージ）の告知にて公開している。
卒業するメンバーについても基本的に非公表だが内、2006年度から2009年度は年度の番組最後の放送でメンバーの卒業挨拶が行われている。卒業の理由に関してはNHKは非公表であり、ごく少数だが後日雑誌などの談話や対談記事などで知ることが出来る場合もある。卒業てれび戦士としてゲスト等での出演やスタッフとして参加するメンバーもいる。

## 名称・表記
1993年度と1994年度の初期2年間は「テレビ戦士」「TV戦士」「てれび戦士」の表記ゆれが発生していた。ただし、初期2年間は言葉での使用が主であり、番組本編の字幕表示は1995年度以降に比べて少ない。
- 「テレビ戦士」
『NHK年鑑』による1993年度と1994年度の番組解説[3][4]
『NHKウイークリーステラ』1993年11月12日号[5]、1994年1月7日号[6]
1994年度にメディアワークスから出版された番組関連書籍[7][8]
新聞のテレビ番組表（NHKクロニクル放送番組確定情報）[9][10][11]
- 「TV戦士」
『NHKウイークリーステラ』1994年5月6日号[12]
新聞のテレビ番組表（NHKクロニクル放送番組確定情報）[13]
- 「てれび戦士」
1993年9月2日『朝日新聞夕刊』の関連記事[14]

番組3年目の1995年度からグループ名「てれび戦士」がエンドクレジットに記載され正式表記となる。
「初代てれび戦士」は1995年度以降、初代メンバー9人の敬称として使用される。「新てれび戦士」は1995年度の新規加入メンバー8人に使用され、1996年度以降も新年度の新人紹介で使用される。なお、1995年度以降の新規加入メンバーを「○代目てれび戦士」「第○代」「第○期」と番組公式で表記したことはない。
1999年度から2023年度までは、歌手名表記で「てれび戦士'99」「てれび戦士20xx」と活動年度を付記していた。2018年9月5日発売のシングル「天才てれびくんYOU」以降、複数年度で歌唱された楽曲の商品化には年度表記なしの「てれび戦士」を使用。2024年度以降は年度表記が完全廃止され、在籍メンバー全員参加ではない楽曲も歌手名表記が「てれび戦士」となった。
番組公式では2022年度以降、卒業てれび戦士の在籍期間を「年度」から「年」表記に変更している。
平田真優香「2009年度」→「2009-2010年」
すべてのメンバーの活動名に姓（名字、surname）が表記されている。基本的に中黒「・」有りが名姓順、中黒「・」無しが姓名順であるが、例外として、ウエンツ瑛士の表記ゆれ「瑛士ウェンツ」「ウェンツ・瑛士」「ウエンツ・瑛士」や、「洸太レイシー」「千秋レイシー」があり、「ド・ランクザン望」はフランス由来の前置詞付名字で姓名順である。なお、2010年度以降は日本の氏名制度と同じ姓名順に表記統一されている。

## 歴代てれび戦士
- 初年度からの累計は232人。
  - 男性（男子てれび戦士、男子戦士）：112人
  - 女性（女子てれび戦士、女子戦士）：120人
- 番組で使用された活動名を記載する。途中で活動名が変わる場合は最終年度の活動名を記載し、変更前の活動名は注釈で記載する。

### 現在出演しているてれび戦士
| 名前               | よみ                  | 在籍年度    | 学年      | 性 | 生年月日       | 出身地 | 脚注      |
| ------------------ | --------------------- | ----------- | --------- | -- | -------------- | ------ | --------- |
| 香月萌衣           | かづき めい           | 2021 - 2025 | 小4 - 中2 | 女 | 2012年02月26日 | 東京都 | [ 注 3 ]  |
| 池村咲良           | いけむら さくら       | 2023 - 2025 | 小6 - 中2 | 女 | 2012年02月20日 |        |           |
| 大野冴姫           | おおの さき           | 2023 - 2025 | 小5 - 中1 | 女 | 2012年12月09日 | 千葉県 |           |
| 金児莉良           | かねこ りら           | 2023 - 2025 | 小5 - 中1 | 女 | 2012年05月08日 |        | [ 注 4 ]  |
| 渡辺大馳           | わたなべ だいち       | 2023 - 2025 | 小5 - 中1 | 男 | 2012年06月06日 |        | [ 注 5 ]  |
| ポン璃菜アメリー   | ポン りな アメリー    | 2023 - 2025 | 小4 - 小6 | 女 | 2014年03月10日 | 千葉県 |           |
| 廣末裕理           | ひろすえ ゆうり       | 2023 - 2025 | 小3 - 小5 | 男 | 2014年05月08日 | 東京都 |           |
| 太田帯行           | おおた たいあん       | 2024 - 2025 | 中1 - 中2 | 男 | 2011年05月05日 |        | [ 注 6 ]  |
| ヌワエメジョシュア | ヌワエメ ジョシュア   | 2024 - 2025 | 中1 - 中2 | 男 | 2011年11月15日 |        | [ 注 7 ]  |
| ハフォード健汰朗   | ハフォード けんたろう | 2024 - 2025 | 小6 - 中1 | 男 | 2012年05月22日 |        | [ 注 8 ]  |
| 寺尾佳之助         | てらお けいのすけ     | 2024 - 2025 | 小5 - 小6 | 男 | 2014年01月22日 |        |           |
| 照井紫乃           | てるい しの           | 2025        | 小6       | 女 | 2013年10月02日 |        | [ 注 9 ]  |
| 中村幹太           | なかむら かんた       | 2025        | 小6       | 男 | 2014年01月27日 | 東京都 | [ 注 10 ] |
| 浅沼心             | あさぬま ここ         | 2025        | 小5       | 女 | 2014年12月12日 |        | [ 注 11 ] |
| 平岡嘉人           | ひらおか よしと       | 2025        | 小5       | 男 | 2014年05月23日 | 千葉県 | [ 注 12 ] |
| 清水瞳             | しみず ひとみ         | 2025        | 小4       | 女 | 2015年10月09日 | 大阪府 | [ 注 13 ] |
| 中嶋スミレ         | なかしま すみれ       | 2025        | 小4       | 女 | 2016年02月01日 |        | [ 注 14 ] |

### かつて出演していたてれび戦士
| 名前                     | よみ                       | 在籍年度    | 学年      | 性 | 生年月日       | 出身地         | 脚注      |
| ------------------------ | -------------------------- | ----------- | --------- | -- | -------------- | -------------- | --------- |
| クリスティー・コーサル   | クリスティー コーサル      | 1993 - 1995 | 小5 - 中1 | 女 | 1982年07月08日 | 北海道         | [ 注 15 ] |
| 須山彩                   | すやま あや                | 1993 - 1995 | 小5 - 中1 | 女 | 1982年12月14日 | 東京都         |           |
| 栗山祐哉                 | くりやま ゆうや            | 1993 - 1996 | 小4 - 中1 | 男 | 1983年05月07日 | 東京都         |           |
| 清野努                   | せいの つとむ              | 1993 - 1995 | 小4 - 小6 | 男 | 1984年01月12日 | 東京都         | [ 注 16 ] |
| 小林一裕                 | こばやし かずひろ          | 1993 - 1995 | 小3 - 小5 | 男 | 1984年度       |                | [ 注 17 ] |
| 山口美沙                 | やまぐち みさ              | 1993 - 1995 | 小3 - 小5 | 女 | 1984年09月27日 | 東京都         |           |
| ジェニファー・ハースト   | ジェニファー ハースト      | 1993 - 1995 | 小2 - 小4 | 女 | 1985年08月21日 | アメリカ合衆国 | [ 注 18 ] |
| 田原加奈子               | たはら かなこ              | 1993 - 1995 | 小2 - 小4 | 女 | 1986年02月01日 | 東京都         |           |
| 中條慎太郎               | ちゅうじょう しんたろう    | 1993 - 1995 | 小2 - 小4 | 男 | 1985年度       | 東京都         | [ 注 19 ] |
| 漆野友美                 | うるしの ともみ            | 1995        | 小6       | 女 | 1983年07月03日 |                | [ 注 20 ] |
| 小林三義                 | こばやし みつよし          | 1995        | 小6       | 男 | 1983年度       |                | [ 注 21 ] |
| 三星眞奈美               | みつぼし まなみ            | 1995        | 小6       | 女 | 1984年01月16日 | 神奈川県       |           |
| 阿部七絵                 | あべ ななえ                | 1995 - 1997 | 小5 - 中1 | 女 | 1984年07月02日 | 東京都         |           |
| ウエンツ瑛士             | ウエンツ えいじ            | 1995 - 1999 | 小4 - 中2 | 男 | 1985年10月08日 | 東京都         | [ 注 22 ] |
| 斉藤拓実                 | さいとう たくみ            | 1995        | 小4       | 男 | 1985年05月11日 | 東京都         | [ 注 23 ] |
| 渋谷桃子                 | しぶや ももこ              | 1995        | 小3       | 女 | 1987年03月15日 | 神奈川県       |           |
| 相ヶ瀬龍史               | あいがせ りゅうじ          | 1995 - 1997 | 小2 - 小4 | 男 | 1987年07月02日 | 大阪府         |           |
| 鈴木愛可                 | すずき あいか              | 1996        | 中1       | 女 | 1983年08月20日 | 東京都         |           |
| 保里優紀                 | ほり ゆき                  | 1996        | 中1       | 女 | 1984年01月01日 | 千葉県         | [ 注 24 ] |
| 生田斗真                 | いくた とうま              | 1996 - 1997 | 小6 - 中1 | 男 | 1984年10月07日 | 北海道         |           |
| 大塚清華                 | おおつか さやか            | 1996        | 小6       | 女 | 1984年07月07日 |                | [ 注 25 ] |
| 佐藤北斗                 | さとう ほくと              | 1996        | 小6       | 男 | 1984年09月02日 | 宮城県         | [ 注 26 ] |
| ジェニファー・ペリマン   | ジェニファー ペリマン      | 1996 - 1997 | 小6 - 中1 | 女 | 1984年04月19日 | アメリカ合衆国 |           |
| 篠原麻里                 | しのはら まり              | 1996 - 1997 | 小6 - 中1 | 女 | 1985年01月07日 | 東京都         |           |
| 伊東亮輔                 | いとう りょうすけ          | 1996 - 1997 | 小5 - 小6 | 男 | 1985年07月02日 | 神奈川県       | [ 注 27 ] |
| 坂田慎一郎               | さかた しんいちろう        | 1996        | 小5       | 男 | 1985年12月02日 | 神奈川県       |           |
| ジャスミン・アレン       | ジャスミン アレン          | 1996 - 1999 | 小5 - 中2 | 女 | 1985年09月01日 | アメリカ合衆国 |           |
| 前田亜季                 | まえだ あき                | 1996 - 1997 | 小5 - 小6 | 女 | 1985年07月11日 | 東京都         | [ 注 28 ] |
| 棚橋由希                 | たなはし ゆき              | 1996 - 1999 | 小4 - 中1 | 女 | 1986年05月27日 | 岐阜県         |           |
| 饗場詩野                 | あいば しの                | 1996 - 2000 | 小2 - 小6 | 女 | 1988年05月16日 | 神奈川県       |           |
| 伊藤俊輔                 | いとう しゅんすけ          | 1997 - 2000 | 小5 - 中2 | 男 | 1986年09月24日 | 東京都         |           |
| 松川佳以                 | まつかわ けい              | 1997 - 1998 | 小5 - 小6 | 女 | 1987年03月16日 | 大阪府         |           |
| 海道亮平                 | かいどう りょうへい        | 1997 - 1998 | 小4 - 小5 | 男 | 1987年05月20日 | 大阪府         | [ 注 29 ] |
| 田中樹里                 | たなか じゅり              | 1997 - 1998 | 小4 - 小5 | 女 | 1987年09月26日 | 大阪府         |           |
| 橋田紘緒                 | はしだ ひろお              | 1997 - 2000 | 小4 - 中1 | 男 | 1987年07月17日 | 大阪府         | [ 注 30 ] |
| 松浦顕一郎               | まつうら けんいちろう      | 1997 - 1998 | 小4 - 小5 | 男 | 1987年11月25日 | ドイツ         | [ 注 31 ] |
| ジェームス・マーティン   | ジェームス マーティン      | 1998 - 1999 | 小5 - 小6 | 男 | 1987年08月20日 | 福島県         |           |
| 安藤奏                   | あんどう かなで            | 1998        | 小4       | 男 | 1988年04月21日 | 東京都         |           |
| 佐久間信子               | さくま のぶこ              | 1998 - 2000 | 小4 - 小6 | 女 | 1988年07月16日 | 千葉県         |           |
| ダーブロウ有紗           | ダーブロウ ありさ          | 1998 - 2001 | 小4 - 中1 | 女 | 1988年04月16日 | 埼玉県         |           |
| 中田あすみ               | なかだ あすみ              | 1998 - 2001 | 小4 - 中1 | 女 | 1988年04月05日 | 東京都         |           |
| 山元竜一                 | やまもと りゅういち        | 1998 - 2003 | 小3 - 中2 | 男 | 1989年07月22日 | 東京都         | [ 注 32 ] |
| 石部里紗                 | いしべ りさ                | 1999        | 中2       | 女 | 1985年05月01日 | 神奈川県       |           |
| 大沢あかね               | おおさわ あかね            | 1999        | 中2       | 女 | 1985年08月16日 | 大阪府         |           |
| 福田亮太                 | ふくだ りょうた            | 1999 - 2000 | 小6 - 中1 | 男 | 1987年11月04日 | 神奈川県       |           |
| モニーク・ローズ         | モニーク ローズ            | 1999 - 2001 | 小5 - 中1 | 女 | 1989年01月11日 | 神奈川県       | [ 注 33 ] |
| 安齊舞                   | あんざい まい              | 1999 - 2002 | 小3 - 小6 | 女 | 1990年08月21日 | 神奈川県       | [ 注 34 ] |
| 徐桑安                   | じょ そうあん              | 1999 - 2000 | 小3 - 小4 | 女 | 1990年11月24日 | 神奈川県       | [ 注 35 ] |
| 須田泰大                 | すだ やすひろ              | 1999 - 2000 | 小3 - 小4 | 男 | 1990年04月12日 | 東京都         |           |
| 石田比奈子               | いしだ ひなこ              | 2000        | 中1       | 女 | 1987年08月11日 | 神奈川県       |           |
| 逵優希                   | つじ ゆうき                | 2000        | 中1       | 女 | 1987年08月07日 | 奈良県         | [ 注 36 ] |
| エバンス太郎             | エバンス たろう            | 2000 - 2001 | 小6 - 中1 | 男 | 1988年07月11日 | 神奈川県       | [ 注 37 ] |
| 熊木翔                   | くまき しょう              | 2000 - 2002 | 小6 - 中2 | 男 | 1989年03月02日 | 東京都         |           |
| 俵有希子                 | たわら ゆきこ              | 2000 - 2002 | 小5 - 中1 | 女 | 1990年02月04日 | 神奈川県       | [ 注 38 ] |
| 松下博昭                 | まつした ひろあき          | 2000        | 小5       | 男 | 1990年01月18日 |                |           |
| 村田ちひろ               | むらた ちひろ              | 2000 - 2005 | 小3 - 中2 | 女 | 1991年12月09日 | 埼玉県         | [ 注 39 ] |
| ローブリィ翔             | ローブリィ しょう          | 2000 - 2002 | 小3 - 小5 | 男 | 1991年11月27日 |                | [ 注 40 ] |
| 岩井七世                 | いわい ななせ              | 2001 - 2003 | 小6 - 中2 | 女 | 1989年04月23日 | 神奈川県       |           |
| 村上東奈                 | むらかみ はるな            | 2001 - 2002 | 小6 - 中1 | 女 | 1989年04月04日 | 神奈川県       |           |
| 井出卓也                 | いで たくや                | 2001 - 2004 | 小5 - 中2 | 男 | 1991年03月12日 | 東京都         |           |
| 竪山隼太                 | たてやま はやた            | 2001        | 小5       | 男 | 1990年05月07日 | 大阪府         |           |
| 俵小百合                 | たわら さゆり              | 2001 - 2003 | 小5 - 中1 | 女 | 1991年03月27日 | 神奈川県       | [ 注 41 ] |
| 松井蘭丸                 | まつい らんまる            | 2001 - 2002 | 小5 - 小6 | 男 | 1991年02月24日 | 東京都         |           |
| 中村有沙                 | なかむら ありさ            | 2001 - 2004 | 小3 - 小6 | 女 | 1993年01月27日 | 東京都         |           |
| 豕瀬志穂                 | いのせ しほ                | 2001 - 2003 | 小2 - 小4 | 女 | 1993年12月21日 | 奈良県         | [ 注 42 ] |
| 八木俊彦                 | やぎ としひこ              | 2001 - 2003 | 小2 - 小4 | 男 | 1993年07月10日 | 埼玉県         |           |
| 白木杏奈                 | しらき あんな              | 2002 - 2004 | 小6 - 中2 | 女 | 1990年06月19日 | 愛知県         |           |
| ブライアン・ウォルターズ | ブライアン ウォルターズ    | 2002 - 2003 | 小6 - 中1 | 男 | 1990年07月30日 | 神奈川県       |           |
| 飯田里穂                 | いいだ りほ                | 2002 - 2005 | 小5 - 中2 | 女 | 1991年10月26日 | 埼玉県         |           |
| 堀江幸生                 | ほりえ こうせい            | 2002 - 2004 | 小5 - 中1 | 男 | 1991年04月03日 | 東京都         | [ 注 43 ] |
| マイケル・メンツァー     | マイケル メンツァー        | 2002 - 2003 | 小5 - 小6 | 男 | 1991年12月21日 | 東京都         |           |
| ジョアン・ヤマザキ       | ジョアン ヤマザキ          | 2002 - 2004 | 小4 - 小6 | 女 | 1992年07月16日 | 東京都         |           |
| ド・ランクザン望         | ド ランクザン のぞみ       | 2003 - 2005 | 小6 - 中2 | 男 | 1991年09月04日 | 東京都         | [ 注 44 ] |
| 堀口美咲                 | ほりぐち みさき            | 2003        | 小6       | 女 | 1991年10月06日 | 東京都         | [ 注 45 ] |
| 前田公輝                 | まえだ ごうき              | 2003 - 2005 | 小6 - 中2 | 男 | 1991年04月03日 | 神奈川県       |           |
| 桜井結花                 | さくらい ゆか              | 2003        | 小4       | 女 | 1993年05月15日 | 東京都         | [ 注 46 ] |
| 近藤エマ                 | こんどう エマ              | 2003 - 2005 | 小3 - 小5 | 女 | 1995年03月16日 | オーストラリア |           |
| 張沢紫星                 | はりさわ しせい            | 2003 - 2004 | 小3 - 小4 | 男 | 1995年03月21日 | 神奈川県       | [ 注 47 ] |
| 川﨑樹音                 | かわさき じゅね            | 2003 - 2008 | 小2 - 中1 | 女 | 1995年04月28日 | 東京都         |           |
| 洸太レイシー             | こうた レイシー            | 2004 - 2006 | 小6 - 中2 | 男 | 1992年12月12日 | オーストラリア |           |
| 篠原愛実                 | しのはら つぐみ            | 2004 - 2006 | 小6 - 中2 | 女 | 1993年03月10日 | 東京都         |           |
| バーンズ勇気             | バーンズ ゆうき            | 2004 - 2006 | 小6 - 中2 | 男 | 1992年12月27日 | 神奈川県       |           |
| 伊倉愛美                 | いくら まなみ              | 2004 - 2006 | 小5 - 中1 | 女 | 1994年02月04日 | 埼玉県         |           |
| 髙橋郁哉                 | たかはし ふみや            | 2004 - 2006 | 小5 - 中1 | 男 | 1993年12月03日 | 千葉県         |           |
| 橋本甜歌                 | はしもと てんか            | 2004 - 2006 | 小5 - 中1 | 女 | 1993年11月19日 | 中華人民共和国 |           |
| 浅野優梨愛               | あさの ゆりあ              | 2004 - 2005 | 小4 - 小5 | 女 | 1994年04月24日 | 埼玉県         | [ 注 48 ] |
| 千秋レイシー             | ちあき レイシー            | 2004 - 2007 | 小4 - 中1 | 男 | 1994年05月10日 | オーストラリア | [ 注 49 ] |
| 木内江莉                 | きうち えり                | 2005 - 2006 | 小6 - 中1 | 女 | 1993年09月02日 | 東京都         |           |
| 永島謙二郎               | ながしま けんじろう        | 2005 - 2006 | 小6 - 中1 | 男 | 1993年09月23日 | 埼玉県         |           |
| 一木有海                 | いちき あみ                | 2005 - 2007 | 小5 - 中1 | 女 | 1994年05月25日 | 東京都         |           |
| 木内梨生奈               | きうち りおな              | 2005 - 2007 | 小5 - 中1 | 女 | 1994年07月26日 | 東京都         |           |
| 木村遼希                 | きむら はるき              | 2005 - 2007 | 小5 - 中1 | 男 | 1995年02月01日 | 茨城県         |           |
| 藤本七海                 | ふじもと ななみ            | 2005 - 2006 | 小5 - 小6 | 女 | 1995年02月27日 | 大阪府         |           |
| 笠原拓巳                 | かさはら たくみ            | 2005 - 2009 | 小4 - 中2 | 男 | 1995年07月25日 | 東京都         |           |
| 藤田ライアン             | ふじた ライアン            | 2005 - 2007 | 小4 - 小6 | 男 | 1995年09月06日 | アメリカ合衆国 | [ 注 50 ] |
| 大木梓彩                 | おおき あずさ              | 2006        | 中1       | 女 | 1993年11月07日 | 千葉県         |           |
| 日向滉一                 | ひゅうが こういち          | 2006 - 2007 | 小6 - 中1 | 男 | 1994年07月18日 | 東京都         |           |
| 細川藍                   | ほそかわ あい              | 2006 - 2007 | 小6 - 中1 | 女 | 1995年03月05日 | 神奈川県       |           |
| 渡邊エリー               | わたなべ エリー            | 2006 - 2007 | 小6 - 中1 | 女 | 1994年04月13日 | オーストラリア |           |
| 小関裕太                 | こせき ゆうた              | 2006 - 2008 | 小5 - 中1 | 男 | 1995年06月08日 | 東京都         |           |
| 千葉一磨                 | ちば かずま                | 2006 - 2009 | 小5 - 中2 | 男 | 1996年02月12日 | 神奈川県       |           |
| 細田羅夢                 | ほそだ らむ                | 2006 - 2008 | 小5 - 中1 | 女 | 1995年09月05日 | 山梨県         |           |
| 加藤ジーナ               | かとう ジーナ              | 2006 - 2009 | 小4 - 中1 | 女 | 1996年07月18日 | 静岡県         |           |
| 長谷川あかり             | はせがわ あかり            | 2007 - 2009 | 小6 - 中2 | 女 | 1996年01月05日 | 埼玉県         | [ 注 51 ] |
| 藤井千帆                 | ふじい ちほ                | 2007 - 2009 | 小6 - 中2 | 女 | 1995年11月08日 | 神奈川県       |           |
| 渡邉聖斗                 | わたなべ まさと            | 2007 - 2008 | 小6 - 中1 | 男 | 1996年02月24日 | 茨城県         |           |
| 荒木次元                 | あらき じげん              | 2007 - 2009 | 小5 - 中1 | 男 | 1996年12月26日 | 東京都         |           |
| 鍋本帆乃香               | なべもと ほのか            | 2007 - 2009 | 小5 - 中1 | 女 | 1996年09月15日 | 大阪府         |           |
| 丸山瀬南                 | まるやま せな              | 2007 - 2008 | 小5 - 小6 | 男 | 1996年08月22日 | 神奈川県       |           |
| メロディー・チューバック | メロディー チューバック    | 2007 - 2009 | 小5 - 中1 | 女 | 1997年01月29日 | 東京都         |           |
| 吉野翔太                 | よしの しょうた            | 2007 - 2008 | 小5 - 小6 | 男 | 1996年08月10日 | 埼玉県         |           |
| 松尾瑠璃                 | まつお るり                | 2007        | 小4       | 女 | 1998年03月06日 | 北海道         |           |
| ミッチェル・ベンジャミン | ミッチェル ベンジャミン    | 2007 - 2008 | 小4 - 小5 | 男 | 1997年09月30日 | 東京都         | [ 注 52 ] |
| 武田聖夜                 | たけだ のえる              | 2008 - 2009 | 中1 - 中2 | 男 | 1995年12月22日 | 山形県         | [ 注 53 ] |
| 重本ことり               | しげもと ことり            | 2008 - 2009 | 小6 - 中1 | 女 | 1996年10月05日 | 徳島県         |           |
| 島田翼                   | しまだ つばさ              | 2008        | 小6       | 男 | 1996年05月18日 | 神奈川県       | [ 注 54 ] |
| 山田樹里亜               | やまだ じゅりあ            | 2008        | 小6       | 女 | 1996年04月06日 | 富山県         | [ 注 55 ] |
| 伊藤元太                 | いとう げんた              | 2008 - 2010 | 小5 - 中1 | 男 | 1998年01月05日 | 東京都         | [ 注 56 ] |
| 田中理来                 | たなか りく                | 2008        | 小5       | 男 | 1997年05月23日 | 宮城県         | [ 注 54 ] |
| 中村あやの               | なかむら あやの            | 2008 - 2009 | 小5 - 小6 | 女 | 1997年08月25日 | 埼玉県         |           |
| 水本凜                   | みずもと りん              | 2008 - 2010 | 小5 - 中1 | 女 | 1998年01月11日 | 東京都         |           |
| 木村遼                   | きむら りょう              | 2008 - 2009 | 小4 - 小5 | 男 | 1998年04月28日 | 神奈川県       |           |
| 齊藤稜駿                 | さいとう りょうま          | 2009 - 2010 | 中1 - 中2 | 男 | 1996年05月19日 | 東京都         |           |
| 鈴木美知代               | すずき みちよ              | 2009        | 中1       | 女 | 1997年01月12日 | 山形県         | [ 注 57 ] |
| 脇菜々香                 | わき ななか                | 2009 - 2010 | 中1 - 中2 | 女 | 1996年08月10日 | 大阪府         |           |
| 平田真優香               | ひらた まゆか              | 2009        | 小6       | 女 | 1997年11月19日 | 広島県         |           |
| 渡辺青來                 | わたなべ せいら            | 2009        | 小6       | 女 | 1997年10月11日 | 沖縄県         | [ 注 58 ] |
| 上妻成吾                 | あがつま せいご            | 2009        | 小5       | 男 | 1998年05月10日 | 東京都         |           |
| 鈴木純一朗               | すずき じゅんいちろう      | 2009        | 小5       | 男 | 1998年06月01日 | ボリビア       | [ 注 59 ] |
| 鎮西寿々歌               | ちんぜい すずか            | 2009 - 2012 | 小5 - 中2 | 女 | 1998年11月24日 | 兵庫県         |           |
| 長江崚行                 | ながえ りょうき            | 2009 - 2012 | 小5 - 中2 | 男 | 1998年08月26日 | 大阪府         |           |
| 白坂奈々                 | しらさか なな              | 2009 - 2010 | 小4 - 小5 | 女 | 1999年05月14日 | 神奈川県       |           |
| 上原陸                   | うえはら りく              | 2010        | 中2       | 男 | 1996年11月23日 | 埼玉県         |           |
| 當山優奈                 | とうやま ゆうな            | 2010        | 中2       | 女 | 1996年05月06日 | 沖縄県         | [ 注 60 ] |
| 風戸蘭七                 | かざと らな                | 2010        | 中1       | 女 | 1998年01月11日 | 埼玉県         |           |
| 木島杏奈                 | きじま あんな              | 2010 - 2011 | 中1 - 中2 | 女 | 1998年01月29日 | 愛知県         |           |
| 野村翔                   | のむら しょう              | 2010        | 中1       | 男 | 1997年04月02日 | 茨城県         | [ 注 61 ] |
| 松岡美羽                 | まつおか みう              | 2010        | 中1       | 女 | 1997年11月02日 | 東京都         | [ 注 62 ] |
| 三井理陽                 | みつい りょう              | 2010        | 中1       | 男 | 1997年07月30日 | 東京都         |           |
| 矢部昌暉                 | やべ まさき                | 2010 - 2011 | 中1 - 中2 | 男 | 1998年01月09日 | 東京都         |           |
| 寺田朱里                 | てらだ あかり              | 2010 - 2012 | 小6 - 中2 | 女 | 1998年08月14日 | クロアチア     | [ 注 63 ] |
| 中村嘉惟人               | なかむら かいと            | 2010        | 小6       | 男 | 1998年04月05日 | 愛知県         |           |
| 浅野優惟                 | あさの ゆうい              | 2010        | 小5       | 男 | 2000年02月09日 | 東京都         | [ 注 64 ] |
| 小川向陽                 | おがわ こうよう            | 2010        | 小5       | 男 | 1999年05月30日 | 宮城県         | [ 注 65 ] |
| 金子凜太朗               | かねこ りんたろう          | 2010        | 小5       | 男 | 1999年05月30日 | 大阪府         | [ 注 66 ] |
| 斎藤安里奈ダイアナ       | さいとう ありーな ダイアナ | 2010        | 小5       | 女 | 2000年02月03日 | 東京都         |           |
| 田代ひかり               | たしろ ひかり              | 2010        | 小5       | 女 | 2000年01月15日 | 東京都         |           |
| 岡田結実                 | おかだ ゆい                | 2010 - 2013 | 小4 - 中1 | 女 | 2000年04月15日 | 大阪府         |           |
| 椋木マルティン           | むくのき マルティン        | 2010 - 2011 | 小4 - 小5 | 男 | 2000年04月23日 | 兵庫県         | [ 注 67 ] |
| 浅賀玲音                 | あさか れお                | 2011 - 2012 | 中1 - 中2 | 男 | 1998年11月04日 | 千葉県         | [ 注 68 ] |
| ファデン咲美亜           | ファデン さびあ            | 2011        | 小6       | 女 | 1999年11月19日 | 東京都         | [ 注 69 ] |
| 勝隆一                   | かつ りゅういち            | 2011        | 小5       | 男 | 2000年05月19日 | 東京都         |           |
| 島田太一                 | しまだ たいち              | 2011 - 2013 | 小5 - 中1 | 男 | 2001年02月03日 | 神奈川県       | [ 注 70 ] |
| 延命杏咲実               | えんめい あさみ            | 2011 - 2013 | 小2 - 小4 | 女 | 2003年11月15日 | 東京都         |           |
| 金子隼也                 | かねこ しゅんや            | 2012 - 2013 | 中1 - 中2 | 男 | 1999年11月27日 | 神奈川県       |           |
| 長谷川ニイナ             | はせがわ ニイナ            | 2012 - 2013 | 中1 - 中2 | 女 | 2000年03月31日 | 福岡県         |           |
| ソーズビー航洋           | ソーズビー こうよう        | 2012 - 2013 | 小6 - 中1 | 男 | 2000年04月14日 | アメリカ合衆国 |           |
| 黒澤美澪奈               | くろさわ みれな            | 2012 - 2013 | 小5 - 小6 | 女 | 2001年05月22日 | 東京都         |           |
| 竹原司                   | たけはら つかさ            | 2012 - 2013 | 小5 - 小6 | 男 | 2001年07月16日 | ドイツ         |           |
| 山田陶子                 | やまだ とうこ              | 2012 - 2013 | 小5 - 小6 | 女 | 2001年10月26日 | 愛知県         | [ 注 71 ] |
| 中里萌                   | なかざと めぐむ            | 2013        | 中1       | 女 | 2000年12月14日 | 東京都         | [ 注 72 ] |
| 野田真哉                 | のだ しんや                | 2013        | 中1       | 男 | 2000年04月03日 | 愛知県         | [ 注 73 ] |
| 中尾美晴                 | なかお みはる              | 2013        | 小6       | 女 | 2001年07月24日 | 大阪府         |           |
| 相澤侑我                 | あいざわ ゆうが            | 2013        | 小5       | 男 | 2002年12月02日 | 東京都         |           |
| 赤崎月香                 | あかさき つきか            | 2014 - 2015 | 中1 - 中2 | 女 | 2001年09月19日 | 山口県         |           |
| 齋藤茉日                 | さいとう まひる            | 2014 - 2015 | 中1 - 中2 | 女 | 2001年07月17日 | 埼玉県         |           |
| 辻村晃佑                 | つじむら こうすけ          | 2014 - 2015 | 中1 - 中2 | 男 | 2002年03月07日 | 神奈川県       |           |
| 瀧澤翼                   | たきざわ つばさ            | 2014 - 2016 | 小6 - 中2 | 男 | 2003年03月02日 | 愛知県         |           |
| 飯島緋梨                 | いいじま あかり            | 2014 - 2016 | 小5 - 中1 | 女 | 2004年02月20日 | 東京都         |           |
| 小西憧弥                 | こにし とうや              | 2014 - 2015 | 小5 - 小6 | 男 | 2003年06月07日 | 三重県         | [ 注 74 ] |
| 林武尊                   | はやし たける              | 2014 - 2016 | 小5 - 中1 | 男 | 2003年04月25日 | 東京都         | [ 注 75 ] |
| 原田明莉                 | はらだ あかり              | 2014 - 2017 | 小5 - 中2 | 女 | 2003年04月26日 | 神奈川県       |           |
| 小澤竜心                 | おざわ りゅうしん          | 2014 - 2018 | 小4 - 中2 | 男 | 2004年12月13日 | 秋田県         |           |
| 桐畑カレン               | きりはた カレン            | 2014 - 2016 | 小4 - 小6 | 女 | 2004年09月16日 | 三重県         | [ 注 76 ] |
| 笹原尚季                 | ささはら なおき            | 2014 - 2015 | 小4 - 小5 | 男 | 2004年07月25日 | 埼玉県         |           |
| 杉本瑛                   | すぎもと あきら            | 2014 - 2015 | 小4 - 小5 | 女 | 2004年12月20日 | 中華人民共和国 |           |
| 黒川桃花                 | くろかわ ももか            | 2016 - 2017 | 小6 - 中1 | 女 | 2004年12月03日 | 神奈川県       |           |
| 皆川寧々                 | みなかわ ねね              | 2016 - 2018 | 小6 - 中2 | 女 | 2004年06月23日 |                | [ 注 77 ] |
| 稲垣芽生                 | いながき めい              | 2016 - 2017 | 小4 - 小5 | 女 | 2007年03月19日 |                |           |
| 柿澤仁誠                 | かきざわ にま              | 2016 - 2017 | 小4 - 小5 | 男 | 2007年03月09日 |                |           |
| 久保みのり               | くぼ みのり                | 2016        | 小4       | 女 | 2006年09月29日 | 愛知県         |           |
| 胡内奏芽                 | こうち かなめ              | 2016        | 小4       | 男 | 2006年度       |                | [ 83 ]    |
| 辻晴仁                   | つじ はると                | 2016 - 2019 | 小4 - 中1 | 男 | 2006年12月04日 | 神奈川県       | [ 83 ]    |
| 向鈴鳥                   | むかい すずと              | 2017 - 2018 | 中1 - 中2 | 男 | 2004年08月25日 | 兵庫県         |           |
| 久住健斗                 | くすみ けんと              | 2017 - 2019 | 小6 - 中2 | 男 | 2005年05月27日 | 神奈川県       |           |
| 玉城美海                 | たまき みゆう              | 2017 - 2019 | 小6 - 中2 | 女 | 2005年12月19日 |                |           |
| 堰沢結衣                 | せぎざわ ゆい              | 2017 - 2019 | 小5 - 中1 | 女 | 2007年02月17日 | 東京都         |           |
| 齋藤泰世                 | さいとう たいせい          | 2017 - 2019 | 小4 - 小6 | 男 | 2007年06月01日 | 東京都         | [ 注 78 ] |
| 船越夏子                 | ふなこし なつこ            | 2017 - 2018 | 小4 - 小5 | 女 | 2007年08月08日 | 東京都         | [ 注 79 ] |
| 佐々木ゆら               | ささき ゆら                | 2018 - 2020 | 小6 - 中2 | 女 | 2006年06月03日 |                |           |
| 冨士原生                 | ふじはら いく              | 2018 - 2020 | 小6 - 中2 | 男 | 2006年08月30日 |                |           |
| 梅田芹奈                 | うめだ せりな              | 2018 - 2021 | 小5 - 中2 | 女 | 2007年04月27日 | オーストラリア |           |
| ギュナイ滝美             | ギュナイ らあら            | 2018 - 2022 | 小4 - 中2 | 女 | 2009年01月13日 |                |           |
| 小田菜乃葉               | おだ なのは                | 2019        | 小6       | 女 | 2007年04月10日 |                |           |
| 川岸釈天                 | かわぎし ときたか          | 2019        | 小6       | 男 | 2007年08月20日 |                |           |
| 岸蒼太                   | きし そうた                | 2019        | 小5       | 男 | 2008年10月14日 | 東京都         |           |
| 筧礼                     | かけひ れい                | 2019 - 2023 | 小4 - 中2 | 女 | 2009年09月07日 |                |           |
| 溝口元太                 | みぞぐち げんた            | 2020 - 2021 | 中1 - 中2 | 男 | 2007年08月06日 | 東京都         |           |
| 阿比留照太               | あびる しょうた            | 2020 - 2022 | 小6 - 中2 | 男 | 2008年08月04日 | 兵庫県         |           |
| 坂上悠真                 | さかがみ ゆうま            | 2020 - 2022 | 小6 - 中2 | 男 | 2008年04月02日 | 東京都         |           |
| マウスソニア             | マウス ソニア              | 2020 - 2022 | 小6 - 中2 | 女 | 2008年05月02日 | 東京都         |           |
| 稲毛眞生                 | いなげ まうな              | 2020 - 2023 | 小5 - 中2 | 男 | 2009年10月21日 | 神奈川県       |           |
| 大谷紅緒                 | おおたに べにお            | 2020 - 2022 | 小5 - 中1 | 女 | 2009年10月30日 |                |           |
| 谷川理音                 | たにがわ りおん            | 2020        | 小5       | 男 | 2009年08月01日 | 大阪府         |           |
| 松尾そのま               | まつお そのま              | 2020 - 2024 | 小4 - 中2 | 女 | 2010年05月26日 | 大阪府         | [ 注 80 ] |
| 勅使河原空               | てしがわら そら            | 2021 - 2022 | 小6 - 中1 | 男 | 2009年05月26日 |                |           |
| 布施麻理亜               | ふせ まりあ                | 2021 - 2022 | 小6 - 中1 | 女 | 2009年11月10日 |                | [ 注 81 ] |
| 大野遥斗                 | おおの はると              | 2022        | 小6       | 男 | 2011年01月15日 | 埼玉県         | [ 注 82 ] |
| 丸山煌翔                 | まるやま てっしょう        | 2022 - 2024 | 小6 - 中2 | 男 | 2010年07月15日 |                | [ 注 83 ] |
| 盛武美音                 | もりたけ みお              | 2022 - 2024 | 小6 - 中2 | 女 | 2010年06月17日 | 東京都         | [ 注 84 ] |
| 新井琉月                 | あらい るな                | 2023 - 2024 | 中1 - 中2 | 女 | 2010年06月28日 |                |           |
| 小久保向一朗             | こくぼ きょういちろう      | 2023        | 中1       | 男 | 2010年04月19日 | 東京都         | [ 注 85 ] |
| 江口慶                   | えぐち けい                | 2023 - 2024 | 小6 - 中1 | 男 | 2011年07月13日 | 東京都         |           |
| 今野斗葵                 | こんの とあ                | 2023        | 小6       | 男 | 2011年11月03日 |                | [ 注 86 ] |
| シェパード龍アーサー     | シェパード りゅう アーサー | 2023        | 小5       | 男 | 2012年05⽉24⽇ | 東京都         | [ 注 87 ] |

## 年度別詳細
1993年度 - 1994年度
構成人数は9人。小学生のみで構成され平均年齢は最も低い。
1993年度はてれび戦士の衣装が2種類あり、前期と後期で異なる。
1995年度
番組主題歌を歌唱する音楽グループとして活動開始。
追加メンバーの初登場は1995年4月24日（第4週月曜日）であり、新人紹介は加入初日の天てれ月曜生放送と玉三郎MCの新人紹介コーナー（私服で出演の初収録）の2種類存在する。オープニングタイトルに登場するのはダチョウ俱楽部と初代9人のみで新人8人は1年間登場していない。前期のエンディングテーマは初代9人のみが歌唱。後期のエンディングテーマは通常版の映像や音楽CDのジャケットには全員参加しているが、新人8人は歌唱していない。新人8人が歌唱参加した特別版も存在するがダチョウ俱楽部とクリスが不参加のギャグ要素が強いものであった。史上初の追加メンバーとなった8人は出演機会に恵まれず、8人中5人が1年間で卒業するなど、不遇の扱いを受けている。
1996年度
司会者の交代とともにメンバーの卒業が発生。前年度からの再任がわずか4人となる一方、1995年度のコーナー出演者である篠原麻里（ポコ・ア・ポコ）と前田亜季（悪夢の王）がてれび戦士に「昇格」している。
最高学年である中学1年の新人が2人いる（ともに1年間で卒業）。
1997年度
オープニングタイトルには「てれび戦士」および「救命戦士ナノセイバー」「妖怪すくらんぶる」の出演者、合わせて23人の小中学生が登場している。
1998年度
「ミュージックてれびくん（MTK）」を開始し、2013年度までレコード会社の日本コロムビアに所属。
今年度より、平成生まれのてれび戦士が初加入（当時は山元竜一のみ）。
1999年度 - 2002年度
『ワイド』に改題。最高学年が中学2年となる。小中学生の番組出演者がてれび戦士に集約され、構成人数が18 - 20人となる。
1999年度は最高学年である中学2年の新人が2人いる（ともに1年間で卒業）。
2002年度をもって、昭和生まれのてれび戦士が全員卒業し、全員が平成生まれとなった。
2003年度
『MAX』に改題。コーナーアニメが廃止され、てれび戦士の構成人数がさらに増加、21人となる。
2004年度 - 2007年度
2チーム制導入。2006年度からは「天てれ部活動」が開始され、てれび戦士の構成人数が歴代最多の24人となる（2010年度まで）。
2008年度
今年度のみ3チーム制。m-ist（武田聖夜、島田翼、田中理来）が中途加入メンバーとして2008年6月25日に正式加入。
2009年度
「MTK全国オーディション」でDream5を結成。
2010年度
「てれび戦士」「Dream5」「HI's★cream」を合わせると小中学生の番組出演者が歴代最多の37人となる。
2011年度 - 2013年度
『大!』に改題。2011年度は構成人数が前年度の24人から半減し12人となる。以降、2021年度まで11年間にわたり構成人数12 - 13人を維持。
2014年度 - 2016年度
『Let's』に改題。2014年度に史上初のメンバー総入れ替えが行われる。2014年度初期はエンディングテーマに登場していない。
『Let's』2年目の2015年度は『初代無印』2年目の1994年度以来の2年連続同一メンバーである。2016年度からは再び新人と前年度からの再任メンバーが混在している。
2017年度 - 2019年度
『YOU』に改題。西川貴教扮する「マーヴェラス西川」として登場した他、いきものがかりの水野良樹によるエンディング曲「たてっ!よこっ!ななめっ!みんなのちからっ!」や挿入曲「DAIJOUBU!」などの一部の曲を担当している。
2020年度 - 2021年度
『hello,』に改題。ドラマには過去のてれび戦士が多数出演しているが、「本人役」ではなくドラマオリジナルの役柄である。2021年5月20日の木曜生放送に「レジェンドてれび戦士」として出演した際は、「在籍当時の活動名」で出演しており、「てれび戦士の先輩」であることを番組内で言及している。
2020年度は松尾そのまが史上初の1学期番組未出演の中途加入メンバーとして2020年8月31日に初出演、2020年11月11日に正式加入する。オープニングタイトルに登場するてれび戦士は2020年度終了まで松尾そのまを除いた12人であった。
2021年度の新人3人の人物紹介字幕がドラマ本編で表示されたのは第2週（2021年4月12日）からである。香月萌衣が中途加入メンバーとして2021年4月28日に正式加入。
2022年度
2021年度の最高学年を除くメンバー11人が全員再任。年度開始時に正式追加メンバーはなし。初期11人、追加後14人にかかわらず、てれび戦士の年度別平均年齢歴代最高を更新。
2022年度の新人はライバル「てれび騎士」として登場。てれび戦士の「電」に対して、てれび騎士は「雷」の漢字が衣装デザインに組み込まれるなど区別されており、てれび戦士に加入した2学期以降も衣装は変更されていない。

## 音楽

### 楽曲一覧
| 年度 | 曲名                                     | 歌                                              | 備考          |
| ---- | ---------------------------------------- | ----------------------------------------------- | ------------- |
| 1995 | がんばってダーリン!                      | てれび戦士                                      | 初代9人が歌唱 |
| 1995 | ガンバレ!アインシュタイン                | ダチョウ倶楽部 with てれび戦士                  | 初代9人が歌唱 |
| 1995 | ガンバレ!アインシュタイン                | てれび戦士 with 玉三郎                          | クリス不参加  |
| 1996 | キミはすてきさ!ベイビーメイビー          | てれび戦士&キャイ〜ン                           |               |
| 1997 | BANG BANG BANG                           | キャイ〜ン with てれび戦士                      |               |
| 1998 | 君にクラクラ                             | てれび戦士 with 山崎邦正&リサ・ステッグマイヤー |               |
| 1999 | 恋の天才〜ジョンとミケの場合〜           | てれび戦士'99                                   |               |
| 2000 | ドキドキのち晴れ                         | てれび戦士2000                                  |               |
| 2001 | きらいじゃ★ブギ                          | てれび戦士2001                                  |               |
| 2001 | マジ!? マジ!! マジカル!!!                | てれび戦士2001                                  |               |
| 2002 | LOVE IS POP                              | てれび戦士2002                                  |               |
| 2003 | good day                                 | てれび戦士2003                                  |               |
| 2004 | プラズマ回遊                             | てれび戦士2004                                  |               |
| 2004 | PARTY IS OPEN!                           | てれび戦士2004                                  |               |
| 2005 | 未来はジョウキゲン                       | てれび戦士2005                                  |               |
| 2006 | ダンゼン!未来                            | てれび戦士2006                                  |               |
| 2007 | 約束の場所へ〜シークレッツ・ユートピア〜 | てれび戦士2007                                  |               |
| 2007 | コノユビトマレ!                          | てれび戦士2007                                  |               |
| 2008 | セカイをまわせ!〜ぼくらのカーニバル〜    | てれび戦士2008                                  |               |
| 2009 | Happy★Life                               | てれび戦士2009                                  |               |
| 2009 | 夢のチカラ                               | Dreaming〜時空を超える希望の歌〜オールスターズ  | イベント版    |
| 2009 | 夢のチカラ                               | てれび戦士2009                                  | オリジナル版  |
| 2010 | セカイカラー☆LOVE!                       | てれび戦士2010                                  |               |
| 2011 | Love Song                                | てれび戦士2011                                  |               |
| 2012 | 恋する季節                               | てれび戦士2012                                  |               |
| 2013 | 告白                                     | てれび戦士2013                                  |               |
| 2013 | 宝のアリカはQuestion                     | てれび戦士2013                                  |               |
| 2014 | にっぽん・なんばあず                     | 住岡梨奈+てれび戦士                             | 男女別に2版   |
| 2014 | にっぽん・なんばあず                     | てれび戦士2014                                  |               |
| 2015 | めしどき むしゃりずむ                    | てれび戦士2015                                  |               |
| 2015 | 進め!てれび戦士                          | てれび戦士2015                                  |               |
| 2016 | たりないドアー                           | てれび戦士2016                                  |               |
| 2017 | たてっ!よこっ!ななめっ!みんなのちから!   | てれび戦士2017                                  |               |
| 2018 | たてっ!よこっ!ななめっ!みんなのちから!   | てれび戦士2018                                  |               |
| 2018 | DAIJOUBU!                                | マーヴェラス西川 with てれび戦士                | 2018版        |
| 2019 | たてっ!よこっ!ななめっ!みんなのちから!   | てれび戦士2019                                  |               |
| 2019 | DAIJOUBU!                                | マーヴェラス西川 with てれび戦士                | 2019版        |
| 2020 | ハローハロー                             | てれび戦士2020                                  | 1番相当       |
| 2021 | ハローハロー                             | てれび戦士2021                                  | 2番相当       |
| 2021 | また明日                                 | てれび戦士2021                                  | 2021版        |
| 2022 | ハローハロー                             | てれび戦士2022                                  | 1番相当       |
| 2022 | また明日                                 | てれび戦士                                      | 2022版        |
| 2022 | 光の鍵                                   | てれび戦士2022                                  |               |
| 2023 | ネクタリン                               | てれび戦士2023                                  |               |
| 2023 | Be The World sustainable ver.            | てれび戦士2023                                  |               |
| 2024 | ネクタリン                               | てれび戦士                                      |               |
| 2024 | ちぃあわせ音頭                           | てれび戦士                                      |               |
| 2025 | ネクタリン                               | てれび戦士                                      |               |
| 2025 | こたえあわせ                             | てれび戦士                                      |               |

番組外
- ダチョウ倶楽部「ベジタリアン・ルンバ」（1994年6月22日、BMGビクター） - てれび戦士（初代）がコーラスとして参加。
- The Bittles「ハートビート・マーチ」（2004年3月、『天才ビットくん』「Bレーベル」） - 村田ちひろ、白木杏奈、飯田里穂、ジョアン・ヤマザキ、張沢紫星、近藤エマ、川﨑樹音がコーラスとして参加[94]。

## 関連書籍
写真集
- 天才てれびくんMAX てれび戦士フォトブック in 夏イベ2010（2010年10月12日、学研プラス）ISBN 978-4056061208

関連記事
- 「天才てれびくんはテレビのおもちゃ箱だ!」『NHKウイークリーステラ』722号、NHKサービスセンター、1993年11月12日、5-8頁。
- 平田マサフミ「「天才てれびくんワイド」番組収録に密着!!」『ピュア☆ピュア』 Vol.2、辰巳出版、2000年9月15日、34-38頁。ISBN 9784886415318。
- 「『天才てれびくんワイド』歴代てれび戦士リスト（女の子）」『Jr.アイドル大名鑑350』辰巳出版、2002年8月1日、81頁。ISBN 9784886417497。

## 出演
- 天才てれびくん（1993年4月5日 - 1999年4月2日、教育）
- 進め!電波少年（日本テレビ）
  - 1993年4月4日「緊急速報!!あの宿敵・NHKが殴り込み!」
  - 1993年4月11日「諦めていたのに、NHKが向こうからやってきた!」

出演：須山彩、山口美沙
1993年4月7日「天才てれびくんPR作戦」との相互企画。
- ミッキー&舞ちゃんの夢と魔法のクリスマス（1993年12月25日、総合）
出演：須山彩、清野努、小林一裕
- 第44回NHK紅白歌合戦 第1部（1993年12月31日、総合，BS2，R1）
- ウッチャンナンチャンのウリナリ!!（1997年12月5日、日本テレビ）
1997年12月1日「天てれ月曜生放送」ブラックビスケッツ出演回との相互企画。
- 天才てれびくんワイド（1999年4月5日 - 2003年4月3日、教育）
- 宇宙ふしぎスタジアム2000（2000年8月18日、総合）
- BSジュニアのど自慢「山梨県塩山市」（2000年11月25日、BS2）
出演：饗場詩野、モニーク・ローズ、山元竜一、石田比奈子、熊木翔、逵優希、中田あすみ、福田亮太、松下博昭
- 天才ビットくん（2001年12月14日、教育）
出演：ダーブロウ有紗、モニーク・ローズ、熊木翔、山元竜一、岩井七世
- 天才てれびくんMAX（2003年4月7日 - 2011年4月7日、教育）
- <忍たま・おじゃる>だ!クイズ日本一（2003年5月3日、NHK BShi）
出演：村田ちひろ、堀江幸生、〔佐久間信子（司会）〕
- 忍たま・おじゃるだ!火の鳥だ!アニメクイズ日本一（2004年5月4日、総合，BShi）
出演：井出卓也、白木杏奈、〔ウエンツ瑛士〕
- 渋谷DEどーも NHKアニメ大集合!クイズ日本一はだれだ?（2005年5月5日、総合，BShi）
出演：飯田里穂、洸太レイシー
- 天才てれびくん外伝 宇宙船ソフィア号の冒険〜なぜ人は人の生命（いのち）を奪ってはいけないのか?〜（2005年8月13日、教育）
出演：飯田里穂、篠原愛実、髙橋郁哉、永島謙二郎、伊倉愛美、笠原拓巳、川﨑樹音
- 土曜スタジオパーク（2007年5月5日、総合）
出演：木内梨生奈、一木有海、細川藍、笠原拓巳
- ラジかるッ（2008年8月26日，2008年9月23日、日本テレビ）
出演：笠原拓巳、加藤ジーナ、長谷川あかり
- SAVE THE FUTURE（2009年6月20日、総合）
出演：白坂奈々、鈴木純一朗
- 天才てれびくんMAXプレゼンツ ABUアジア子どもドラマシリーズ（2009年7月27日 - 2009年7月31日、教育）
- ETV50 キャラクター大集合 とどけ!みんなの元気パワー 輝け!こども番組元気だ!大賞（2009年9月21日、教育）
- ETV50 もう一度見たい教育テレビ フィナーレ（2009年12月31日、教育）
出演：笠原拓巳、白坂奈々、〔Dream5〕
- 大!天才てれびくん（2011年4月11日 - 2014年3月27日、Eテレ）
- 歌うコンシェルジュ（2011年10月7日、総合）
- ギャクテン教室!（2012年10月8日、総合）
出演：岡田結実、島田太一、延命杏咲実、ソーズビー航洋、黒澤美澪奈、竹原司、山田陶子
- 土曜スタジオパーク（2012年11月3日、総合）
出演：寺田朱里、岡田結実、延命杏咲実
- 渋谷DEどーも 双方向まつり 公開生放送スペシャル「大!天才てれびくん」（2013年5月5日、総合）
- ギャクテン教室（2013年8月19日、総合）
出演：延命杏咲実、ソーズビー航洋、竹原司、相澤侑我、中尾美晴
- Let's天才てれびくん（2014年3月31日 - 2017年3月30日、Eテレ）
- スタジオパークからこんにちは こどもの日SP（2014年5月5日、総合）
出演：赤崎月香、原田明莉、小西憧弥
- 天才てれびくんYOU（2017年4月3日 - 2020年4月2日、Eテレ）
- うたコン（2018年7月3日、総合）
- パプリカ「天才てれびくんYOUバージョン」（Eテレ）
  - 2018年度版（2018年12月4日）
  - 2019年度版（2019年5月14日、2020年2月6日）
- てれび戦士特別ミッション パラスポーツを調査せよ!（2019年3月11日 - 2019年3月20日、Eテレ）
- ハートネットTV「パラマニア」（2019年4月1日 - 2020年3月9日、Eテレ）
- 天才てれびくんhello,（2020年4月6日 - 2023年3月29日、Eテレ）
- ハートネットTV「パラマニア2020」（2020年4月6日 - 2021年8月23日、Eテレ）
- バリバラ「天才てれびくんコラボSP 男らしさ女らしさってなに?」（2020年12月24日、Eテレ）
出演：佐々木ゆら、稲毛眞生、谷川理音
- チコちゃんに叱られる!「なんで国によって言葉が違うの?」（2021年2月19日、総合）
- NHKだめ自慢 〜みんながでるテレビ〜「NHK人気番組大集合SP!」（2021年3月27日、総合）
出演：ギュナイ滝美、稲毛眞生
- ファースト・デイ わたしはハナ!（2021年6月4日 - 2021年6月25日、Eテレ）
出演：梅田芹奈、坂上悠真、筧礼、稲毛眞生、布施麻理亜
- NHKスペシャル「TOKYOカラフルワールド 香取慎吾のパラリンピック教室」（2021年8月21日、総合）
出演：阿比留照太、マウスソニア
- 沼にハマってきいてみた「ぬ!マガジンvol.5」（2021年11月29日、Eテレ）
出演：ギュナイ滝美、勅使河原空
- ハートネットTV「フクチッチ」（2022年1月10日 - 、Eテレ）
- 連続テレビ小説 カムカムエヴリバディ（2022年1月17日、総合，BSプレミアム，BS4K）
出演：阿比留照太、筧礼、〔岡田結実〕
エンドカード『カムカムイングリッシュ』「Seniors and juniors. 先輩・後輩」
- ハートネットTV「北京パラマニア」（2022年2月21日 - 2022年2月28日、Eテレ）
- Eテレよ〜いどん（2022年3月21日、Eテレ）
出演：坂上悠真、筧礼
- きょうの料理ビギナーズ（2022年7月4日 - 2022年7月13日、Eテレ）
出演：筧礼、丸山煌翔
- ほっとニュース北海道（2022年7月22日、NHK札幌放送局 北海道域総合）
出演：阿比留照太、筧礼
- ニャンちゅう!宇宙!放送チュー!（2022年9月4日、Eテレ）
出演：勅使河原空、大谷紅緒
- NHKニュースおはよう日本「五島でカフェ開店から1年過疎の地元で見つけた魅力」（2022年12月4日、総合）
出演：阿比留照太、筧礼
- チコちゃんに叱られる!（2023年2月17日、総合）
出演：勅使河原空、丸山煌翔
- クイズ!あなたは小学5年生より賢いの?（2023年3月17日、日本テレビ）
出演：丸山煌翔、香月萌衣
- みんな集まれ!こどもうたまつり 春のチャレンジ!スペシャル（2023年3月29日、Eテレ）
出演：稲毛眞生、筧礼、盛武美音、香月萌衣
- 天才てれびくん（2023年4月3日 - 、Eテレ）
- 情報WAVEかごしま（2023年4月21日、NHK鹿児島放送局 鹿児島県域総合）
出演：稲毛眞生、香月萌衣
- 出川哲朗のクイズほぉ〜スクール（Eテレ）
  - 2023年5月1日 - 5月8日：丸山煌翔
  - 2023年12月4日 - 12月11日：金児莉良
- ゾンターク〜おどりのほし〜（2023年6月29日 - 2023年7月13日、NHK福岡放送局 九州・沖縄ブロックEテレ）
出演：筧礼、丸山煌翔
- 金よう夜きらっと新潟×天才てれびくん 長岡花火応援スペシャル（NHK新潟放送局）
  - 2023年7月28日、新潟県域総合
  - 2023年8月1日、日本全国総合『NHK地域局発』

出演：金児莉良、渡辺大馳
- みんなのうた「Be The World sustainable ver.」（2023年8月1日、NHK）
ひろがれ!いろとりどり（SDGs）2023年8月の曲
- うたコン（2023年9月19日、総合）
- ウェルカム!よきまるハウス（2023年11月1日、Eテレ）
出演：稲毛眞生、松尾そのま
- みんな集まれ!こどもうたまつり〜NHK交響楽団コラボスペシャル〜（2023年11月3日、Eテレ）
出演：筧礼、池村咲良、江口慶、シェパード龍アーサー、ポン璃菜アメリー
- スゴEフェス2023 生放送スペシャル!（2023年11月25日、Eテレ）
- でこぼこポン!（2024年3月5日、Eテレ）
出演：池村咲良、渡辺大馳、大野冴姫
- ジブリのうた（2024年5月7日、総合）
出演：松尾そのま、丸山煌翔、ポン璃菜アメリー、廣末裕理
- Iwateen「大冒険スペシャル in久慈」（2024年6月1日、NHK盛岡放送局 岩手県域総合）
出演：丸山煌翔、大野冴姫
- 明日をまもるナビ「チャレンジBOSAI×天才てれびくん」（2024年6月9日、総合）
出演：新井琉月、廣末裕理
- とちスぺ×天才てれびくん 高岸宏行復帰戦サプライズSP（2024年7月12日、NHK宇都宮放送局 栃木県域総合）
- ゾンターク〜おどりのほし〜（2024年12月26日、NHK福岡放送局 九州・沖縄ブロックEテレ）
出演：新井琉月、江口慶
- クイズ!Eテレ春のオススメ番組大図鑑（2025年3月22日、Eテレ）
出演：ハフォード健汰朗、ポン璃菜アメリー
- みんな集まれ!こどもうたまつり 放送100年スペシャル（2025年3月29日、Eテレ）
出演：新井琉月、松尾そのま、丸山煌翔、盛武美音、江口慶、金児莉良、ハフォード健汰朗、渡辺大馳
- まんまる（2025年5月21日、R1）
出演：大野冴姫、ハフォード健汰朗
- ニュースザウルスふくい「恐竜学」（2025年6月2日、NHK福井放送局 福井県域総合）
出演：渡辺大馳、浅沼心
- やままる（2025年6月10日、NHK山形放送局 山形県域総合）
出演：寺尾佳之助、ポン璃菜アメリー、平岡嘉人
- ほっとぐんま630「キラリぐんま」（2025年6月17日、NHK前橋放送局 群馬県域総合）
出演：ヌワエメジョシュア、金児莉良
- いば6（2025年6月20日、NHK水戸放送局 茨城県域総合）
出演：ハフォード健汰朗、浅沼心
- リブラブひょうご（2025年7月1日、NHK神戸放送局 兵庫県域総合）
出演：香月萌衣、廣末裕理、清水瞳
- とちぎ630（2025年7月8日 - 7月9日、NHK宇都宮放送局 栃木県域総合）
出演：香月萌衣、寺尾佳之助
- 明日をまもるナビ「チャレンジBOSAIアクション11 天才てれびくんコラボ」（2025年7月13日、総合）
出演：池村咲良、廣末裕理

## ポン璃菜アメリー
ポン 璃菜 アメリー（ポン りな アメリー、2014年〈平成26年〉3月10日 - ）は、日本の女性子役モデル。千葉県出身。スペースクラフトジュニア所属。

### 人物・略歴
フランス系日本人。父親はフランス人、母親は日本人。姓（名字）は「ポン」。ラテン文字表記は「Lina Amelie Pont」。
2019年、ウォーターブルーに所属し、璃菜（りな）名義でモデルとして芸能界にデビュー。2021年にスペースクラフトジュニアに移籍し、同時に芸名を璃菜からポン璃菜アメリーに改名する。

### 出演

#### テレビドラマ
- 刑事7人 最終話（2019年9月18日、テレビ朝日）- 水田環（幼少） 役
- 10の秘密 第1話（2020年1月14日、関西テレビ・フジテレビ系）
- こわでん〜怖い伝説〜「身代わりの娘」（2020年9月11日、NHK BSプレミアム）- 分限の娘（幼少） 役
- 悪女のすべて 第5話・第13話（2022年、BS松竹東急）- 梶原美怜 役
- 逃亡医F 第1話（2022年、日本テレビ）- 沢井美香子（幼少） 役

#### その他のテレビ番組
- 天才てれびくん（2023年4月 - 、NHK Eテレ） - てれび戦士 ポン璃菜アメリー 役

#### インターネットテレビ
- 私が獣になった夜〜名前のない関係〜 第4話「幼馴染との夜、変わってしまった私」（2021年、ABEMA）- 猫田かのん（幼少） 役

#### 映画
- 映画ネメシス 黄金螺旋の謎（2023年）

#### CM
- 木下工務店 「ツアーガイド」編
- バンダイ「鬼滅の刃 全集中パッド」
- 理研ビタミン 素材力だし「おだしは忍者」篇
- はごろもフーズ シャキッと!コーン「バタ☆コン レッツバタコ篇」（2020年）
- タカラトミー リカちゃん「チャイムでピンポーン♪かぞくでゆったりさん」
- デアゴスティーニ・ジャパン
  - 「マジキプリンセス」
  - 「隔週刊ディズニーマジカルオーディオ絵本」（2020年）
- イトーヨーカドー 100周年記念（2020年）
- 日本マクドナルド
  - ハッピーセット「どうぶつストーリー」編（2021年）
  - ハッピーセット「ラブパトリーナ」編（2021年）

### 書籍

#### 雑誌連載
- らぶキャラ（学研プラス）モデル